# Temasek Holdings
Temasek Holdings es una compañía de inversiones propiedad del Gobierno de Singapur. Con una plantilla de trescientas cincuenta personas, administra una cartera de inversiones de unos 185 000 millones de SGD, enfocados principalmente a Asia. Es un accionista e inversor activo en varios sectores, como servicios bancarios y financieros, mercado inmobiliario, logística, transportes, infraestructuras, telecomunicaciones y medios de comunicación, ciencias de la salud, educación, consumo y ocio, ingeniería y tecnología, así como energía y recursos.
Temasek es una de las pocas compañías globales con las calificaciones más altas para empresas tanto de Standard & Poor's como Moody's (AAA y Aaa respectivamente). Además ha conseguido puntuaciones perfectas durante trimestres en el índice de transparencia estadounidense Linaburg-Maduell para Fondos Soberanos de Inversión, que mide el grado de apertura de los fondos de inversión propiedad de los gobiernos.
Además, el gobierno de Singapur tiene otro fondo soberano más grande, el Government Investment Corporation (GIC), que invierte principalmente en las reservas de moneda extranjera del país.

## Historia
A principios de los años 60, el gobierno de Singapur se convirtió en accionista de un conjunto de empresas locales, en sectores tales como manufacturas o construcción naval. Antes de la fundación de Temasek Holdings en 1974, estas acciones las controlaba el Ministerio de Finanzas (el Ministerio continúa siendo el único accionista de Temasek). Su cartera de inversiones inicial era de cerca de cien millones de dólares.
En enero de 2008, The Economist informó que Morgan Stanley había estimado los activos del fondo en 159 200 millones de dólares. El 5 de marzo de 2008 Simon Israel, el director ejecutivo de Temasek Holdings, compareció en la Cámara de Representantes de los Estados Unidos ante un subcomité de Servicios Financieros en una sesión sobre inversiones de gobiernos extranjeros en los Estados Unidos.
El 21 de marzo de 2008 la compañía declaró que no se trata de un fondo soberano, ya que «tiene que vender activos para conseguir liquidez para nuevas inversiones y no necesita que el gobierno apruebe sus acciones». Al cumplir con unas normas de divulgación de información y al ofrecer más detalles que los fondos soberanos, Temasek comentó que se le había excluido de un acuerdo entre el Departamento del Tesoro de los Estados Unidos y los fondos soberanos Abu Dhabi Investment Authority y Government of Singapore Investment Corporation (GIC) para  rebajar los miedos sobre la transparencia y la politización de las inversiones.